# وسخود ۲
وسخود ۲ (به روسی: Восхо́д) (به معنای طلوع) هشتمین مأموریت سرنشین دار سازمان فضایی شوروی می‌باشد. الکسی لئونوف در این مأموریت نخستین راهپیمایی فضایی را با موفقیت انجام داد. 

به دلیل ضرورت استفاده از لباس فضانوردی و کمبود فضا در داخل فضاپیمای وسخود، تعداد سرنشینان این مأموریت از ۳ سرنشین به ۲ کاهش یافت. فضاپیمای این مأموریت نیز با مأموریت پیشین خود تفاوت داشت و مجهز به تونل ارتباطی بین فضاپیما و فضای بیرونی شده بود. لئونوف زمانی راهپیمایی فضایی خود را شروع کرد که فضاپیما بر فراز نواحی جنوبی مصر در حرکت بود و در هنگام عبور از فراز نواحی شرقی سیبری راهپیمایی او به اتمام رسید.

لئونوف به دلایلی نتوانست دوربین متصل بر سینه خود را روشن کند ولی دوربین جاسازی شده بر روی فضاپیما را با موفقیت روشن کرد. در پایان راهپیمایی فضایی به دلیل افزایش حجم لباس فضایی اش قادر به عبور از تونل ارتباطی نبود و مجبور شد با سوراخ کردن دستکش خود مقداری از حجم را کاهش داده و وارد سفینه شود.

پس از ورود لئونوف به فضاپیما و در هنگام بازگشت به زمین، تأخیری ۴۶ ثانیه‌ای در عملیات موجب شد تا وسخود تا حدود ۳۸۶ کیلومتر و در جنگل‌های کاما بر سطح زمین فرود بیاید. حدود ۲ روز عملیات جستجو و بازیابی فضانوردان به طول انجامید. لئونوف و بلیایف دارای سلاح گرم نیز بودند. فیلم عصر پیشگامان نیز بر مبنای مأموریت وسخود ۲ ساخته شده است.

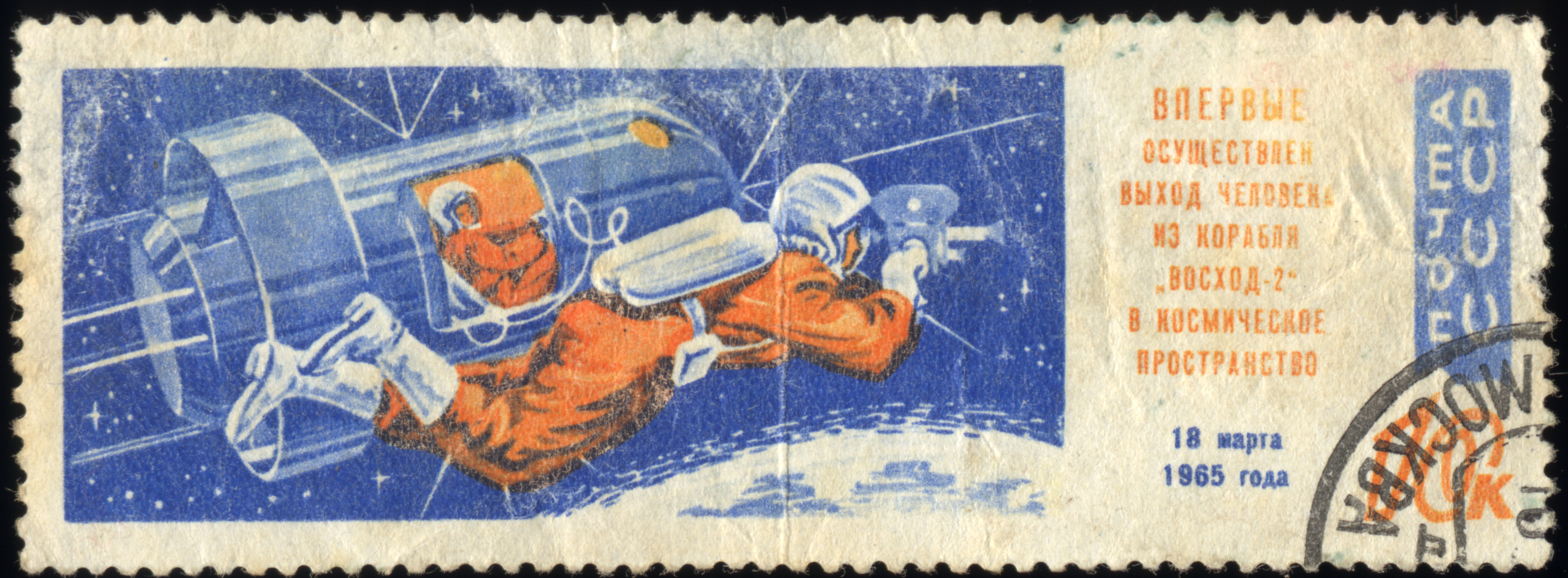
تصویر راهپیمایی فضایی لئونوف بر روی تمبر

## خدمه مأموریت
| شماره | نام          | ملیت               | تعداد پرواز | تصویر |
| 1     | پاول بلیایف  | اتحاد جماهیر شوروی | ۱           |       |
| 2     | الکسی لئونوف | اتحاد جماهیر شوروی | ۱           |       |